# Tabuaeran
Tabuaeran (Fanning Island) je naseljeni otok u sastavu Kiribata.

## Zemljopis
Nalazi se u grupaciji Ekvatorskih otoka, 140 km jugoistočno od Teraine.

## Povijest
Otkrio ga je 1798. američki istraživač Edmund Fanning. U to vrijeme je bio nenasljen, bez autohtonog stanovništva što je bio čest slučaj i kod drugih Linijskih otoka. Nakon Fanninga posjetilo ga je nekoliko skupina kitolovaca različitih nacionalnosti.
Naseljen je oko 1850-ih kada je pod vodstvom Henryja Englisha na otok došlo 150 radnika koji su proizvodili kokosovo ulje. Otok je pod britansku zaštitu postavio 16. listopada 1855. kada je do njega doplovio HMS Dido kraljevske ratne mornarice. Formalno ga je aneksiralo Ujedinjeno Kraljevstvo 15. ožujka 1888.
U sklopu trans-pacifičke mreže koja je povezivala Britansko Carstvo, na otoku je 1902. izgrađena telegrafska postaja. Upravo je ona postala metom bombardiranja njemačke krstarice Nürnberg tijekom Prvog svjetskog rata.
Godine 1939. otok je postao dio Gilbertovih i Ellice otoka, britanske kolonije u čijem je sastavu ostao do nezavisnosti Kiribata 1979.

## Stanovništvo
Prema popisu stanovništva iz 2005. godine, na otoku je živjelo 2539 osoba (1285 muškarac i 1254 žena) u 9 naselja: Napari (194), Tereitaki (438), Betania (260), Paelau (250), Aontenaa (177), Tenenebo (461), Tereitannano (249), Aramari (358) i Mwanuku (152).
| broj stanovnika | 445   | 1309  | 1615  | 1757  | 2539  |
|                 | 1985. | 1990. | 1995. | 2000. | 2005. |

## Vanjske poveznice
|  | Zajednički poslužitelj ima još gradiva o temi Tabuaeran |